# كاثرين سبالدينغ
كاثرين سبالدينغ (بالإنجليزية: Catherine Spalding)‏ هي راهبة أمريكية، ولدت في 23 ديسمبر 1793 في مقاطعة تشارلز في الولايات المتحدة، وتوفيت في 20 مارس 1858 في لويفيل في الولايات المتحدة.

## وصلات خارجية
- كاثرين سبالدينغ على موقع الموسوعة البريطانية (الإنجليزية)